# Virgilio Noè

Znak kardinála Noe

Virgilio kardinál Noe (30. března 1922 Zelata di Bereguardo – 24. července 2011 Řím) byl italský římskokatolický kněz, vysoký úředník římské kurie, kardinál.

## Život
Pocházel z okolí Pavie na severu Itálie. Kněžské svěcení přijal po studiích v Pavii roku 1944 a poté pracoval v pastoraci s mládeží. Potom byl určen pro akademickou dráhu a odešel do Říma, kde na Papežské univerzitě Gregoriana studoval dějiny církve. Po návratu do rodné diecéze přednášel v místním semináři a byl v čele diecézní liturgické komise. V roce 1964 odešel opět do Říma, aby pracoval ve stálé radě Italské biskupské konference. Vyučoval zde rovněž liturgiku na Papežském institutu Anselmianum. Roku 1970 byl jmenován papežským ceremonářem. Vykonával rovněž funkci zástupce sekretáře Kongregace pro bohoslužbu a svátosti.
Roku 1982 se stal sekretářem Kongregace pro bohoslužbu a svátosti a současně byl jmenován arcibiskupem. Biskupské svěcení mu udělil papež Jan Pavel II. 6. března téhož roku. Roku 1989 pak přešel do administrativy městského státu Vatikán. Plnil také funkci předsedy Svatopetrské huti (konzervátorských dílen baziliky sv. Petra), a dále generálního vikáře pro Vatikán.
Při konzistoři 28. června 1991 byl jmenován kardinálem s titulem diakonie San Giovanni Bosco in Via Tuscolana. Na své funkce rezignoval vzhledem k věku v dubnu 2002.